# Raynham Hall

Erb Townshendů

Raynham Hall je venkovské šlechtické sídlo rodu Townshendů, které se nachází nedaleko obce South Raynham v anglickém hrabství Norfolk.
Stavba domu začala v roce 1619 a po řadě průtahů byla dokončena roku 1637. Jméno architekta se nedochovalo, každopádně jde o unikátní příklad počínajících kontinentálních vlivů na anglickou architekturu. Budova z červených cihel je třípatrová, s půdorysem písmene H, průčelí vykazuje prvky palladiánské architektury. Interiéry vytvořil ve dvacátých letech 18. století William Kent, zvláště cenné jsou mozaikové stropy. Zámek byl proslulý množstvím vzácných obrazů od Anthonise van Dycka, Joshuy Reynoldse a dalších mistrů, většina z nich však byla v průběhu 20. století prodána. Na zámku krátce pobýval král Karel II. Stuart, neboť Townshendové byli jeho blízkými spojenci.
Dům je proslulý legendou o Hnědé paní z Raynham Hall. Řada návštěvníků, například spisovatel Frederick Marryat, popisovala noční setkání s přízrakem ženy v hnědých šatech. Toto zjevení je dáváno do souvislosti s Lady Dorothy (1686—1726), sestrou Roberta Walpolea, kterou její žárlivý manžel, ministr Charles Townshend, dlouhá léta věznil v tomto domě. V roce 1936 byl duch dokonce vyfotografován, ale snímek byl označen za trik s použitím vícenásobné expozice.